# Art Ross
Arthur Howey Ross (13. ledna 1886 – 5. srpna 1964) byl kanadský hokejista a hokejový trenér.

## Život
Ross se narodil v Naughtonu v kanadské provincii Ontario a vyrostl v Montrealu, kde se naučil hrát hokej. V roce 1905 se stal členem manitobského týmu Brandon Elks a v roce 1907 vyhrál Stanley Cup s týmem Kenora Thistles. Další sezonu se přestěhoval zpět do Montrealu, kde za tým Montreal Wanderers vyhrál opět Stanley Cup. V roce 1910 hrál za Haileybury Comets, na další čtyři roky se vrátil do Montrealu a v sezoně 1914-15 hrál za Ottawa Senators. Po dvou sezonách se vrátil zpět do Wanderers, kteří už hráli NHL, kvůli nešťastnému shoření arény, kvůli kterému museli Wanderers odstoupit, hrál jen tři zápasy a poté ukončil kariéru.
Ross byl nebojácný a drsný obránce, který nikdy neváhal naskočit do bitky. Nejlegendárnější byla bitka s Minniem McGiffenem z Toronto Blueshirts. Oba hráči pak byli zadrženi za napadení.
Ross byl také bojovník za práva hokejistů, byl proti platovému stropu NHA, který činil 5 000 dolarů na tým. Později měl kvůli těmto protestům zákaz hrát tuto soutěž.
Po ukončení hráčské kariéry se stal rozhodčím a později trenérem v NHL. První tým, který trénoval byli Hamilton Tigers. Moc se ale neosvědčil a později to musel zkoušet jinde. Při příležitosti založení nového týmu Boston Bruins byl najat vlastníkem Bruins Charlesem Adamsem jako viceprezident, trenér a generální manažer klubu. Ross byl navíc mužem, který měl vybrat název pro nový tým. Pojmenoval ho Bruins – Bruin znamená medvěd. Generálním manažerem byl až do roku 1954, vyhrál s týmem všechny jeho Stanley Cupy, v letech 1929, 1939 a 1941. Mezi lety 1924 a 1945 byl koučem týmu a stále drží rekord pro počet vyhraných zápasů jako trenér s tímto týmem.
Ross měl také ve zvyku urážení ostatních manažerů. V sezoně 1936-37 si vybral Reda Duttona z New York Americans. Dutton byl pak na něj naštvaný, manažer Detroit Red Wings James Norris ho chtěl uklidnit. Ross se ale snažil Duttona uhodit a omylem uhodil Norrise. Dutton poté Rosse zmlátil, ten z mely odcházel se zlomeným nosem a dalšími zlomeninami a také ztratil pár zubů.
Ross byl jedním z prvních dvanácti osobností, které se dostaly do Hokejové síně slávy v roce 1949 jako hráč. Proslavil se především propagací puků ze syntetické gumy, kterou upřednostňoval před gumou přírodní. NHL po něm pojmenovala Art Ross Trophy.
Ve věku 78 let zemřel v Medfordu ve státě Massachusetts.